# Frederik (Visigotische generaal)
Frederik (c. 420 – 463) was een Visigotische legerleider. Hij was de derde zoon van Theodorik I en diende als generaal onder Aëtius, en onder zijn vader en broers Thorismund en Theodorik II. Als generaal was hij actief in diverse campagnes die zich in Spanje en Gallië afspeelden. Hij voerde oorlogen zowel voor als tegen het West-Romeinse Rijk.
Samen met Theodorik II vermoordde hij in 453 Thorismund, die na de dood van hun vader de macht naar zich toegetrokken had. In opdracht van Aëtius voerde hij campagne tegen opstandige Bagauden in Hispania Tarraconensis die hij bloedig onderdrukte.
Tijdens de Spaanse oorlog in 456 voerde hij wederom campagne in Spanje. Samen met Theodorik II vernietigde hij het Suevenrijk van Rechiar. In de Gotische oorlog die na de dood van keizer Avitus uitbrak was hij actief bij meerdere militaire acties. 
Frederik sneuvelde tijdens een militaire operatie die hij uitvoerde tegen de Romeinse generaal Aegidius in 463. In opdracht van zijn broer viel hij de Alaanse foederati aan die de Romeinse enclave ten noorden van de Loire verdedigden. Hij versloeg de Alanen en raakte daarna in gevecht met het Romeinse veldleger in de buurt van de stad Orléans waar de Visigoten verslagen werden. Frederik raakte in het gevecht dodelijk gewond en stierf.